# Dragon Club de Yaoundé
 (mai 2017).
Si vous disposez d'ouvrages ou d'articles de référence ou si vous connaissez des sites web de qualité traitant du thème abordé ici, merci de compléter l'article en donnant les références utiles à sa vérifiabilité et en les liant à la section « Notes et références ».
Maillots
Actualités
Le Dragon Club de Yaoundé est un club de football camerounais basé à Yaoundé. L'équipe évolue dans le championnat du Cameroun de football.

## Histoire
Le club remporte la Coupe du Cameroun en 1982. Cette performance lui permet de participer à la Coupe d'Afrique des vainqueurs de coupe en 1983.
Après 28 ans en deuxième division, le club est champion de la Ligue 2 de la saison 2013-2014 et retrouve la Ligue 1 en 2015.
Le Dragon Club de Yaoundé est relégué en Elite Two au terme de la saison 2022-2023.

## Palmarès
- Coupe du Cameroun :
  - Vainqueur : 1982

- Championnat du Cameroun de deuxième division :
  - Vainqueur : 2014